# سوم
سوم شهری در شهرستان نانورو در استان بولکیمده در بورکینافاسوی غربی مرکزی است جمعیت آن ۲۳۹۲ نفر است.